# ضریب بتا
ضریب بتا (به انگلیسی: Beta coefficient) در دانش مالی شاخصی است از ریسک سیستماتیک یک سرمایه‌گذاری یا مجموعه‌ای از دارایی‌های مالی، نسبت به ریسک پرتفوی بازار. ضریب بتا همان شیب معادله رگرسیون خطی و در واقع یک ضریب همبستگی است، که نشان‌گر نوسان قیمتی سهم، در مقایسه با بازار کلی فعال در آن، می‌باشد.
معادله بتا به صورت زیر است:
{\displaystyle \beta ={\frac {\mathrm {Cov} (r_{a},r_{b})}{\mathrm {Var} (r_{b})}}}،
که در آن Cov: کواریانس بین بازده پرتفوی با بازده بازار و Var: واریانس بازده‌های بازار است.
ضریب بتا عددی برای مقایسه شدت هم‌سویی تغییرات بازده شرکت مورد نظر، با بازده شاخص بازار می‌باشد. بدین معنا که آیا تغییرات بازار بر روی سهام شرکت مورد نظر تاثیر می‌گذارد؟ میزان و شدت این تاثیر چگونه است؟
ضریب بتا نسبت به مقدار ۱ سنجیده می‌شود، بدین معنا که ضریب بتای یک، بزرگتر از یک و کوچکتر از یک، به ترتیب نشان‌دهنده هم شدت بودن، شدیدتر بودن و ملایم‌تر بودن نرخ بازده شرکت مورد نظر، با بازده شاخص کل می‌باشند. ضریب بتای صفر نیز نشان‌دهنده بی‌تفاوتی و استقلال تغییرات بازده شرکت مورد نظر، نسبت به بازده شاخص کل می‌باشد.
در نهایت علامت مثبت ضریب بتا، هم‌سو بودن و علامت منفی این ضریب، غیرهمسو بودن تغییرات بازده شرکت مورد نظر با تغییرات بازده شاخص کل را نشان می‌دهد.
به ضریب بتا ریسک سیستماتیک (در مقابل ریسک غیر سیستماتیک که همان جذر انحراف از معیار بازده می‌باشد) نیز گفته می‌شود.